# Vladimír Kašpar

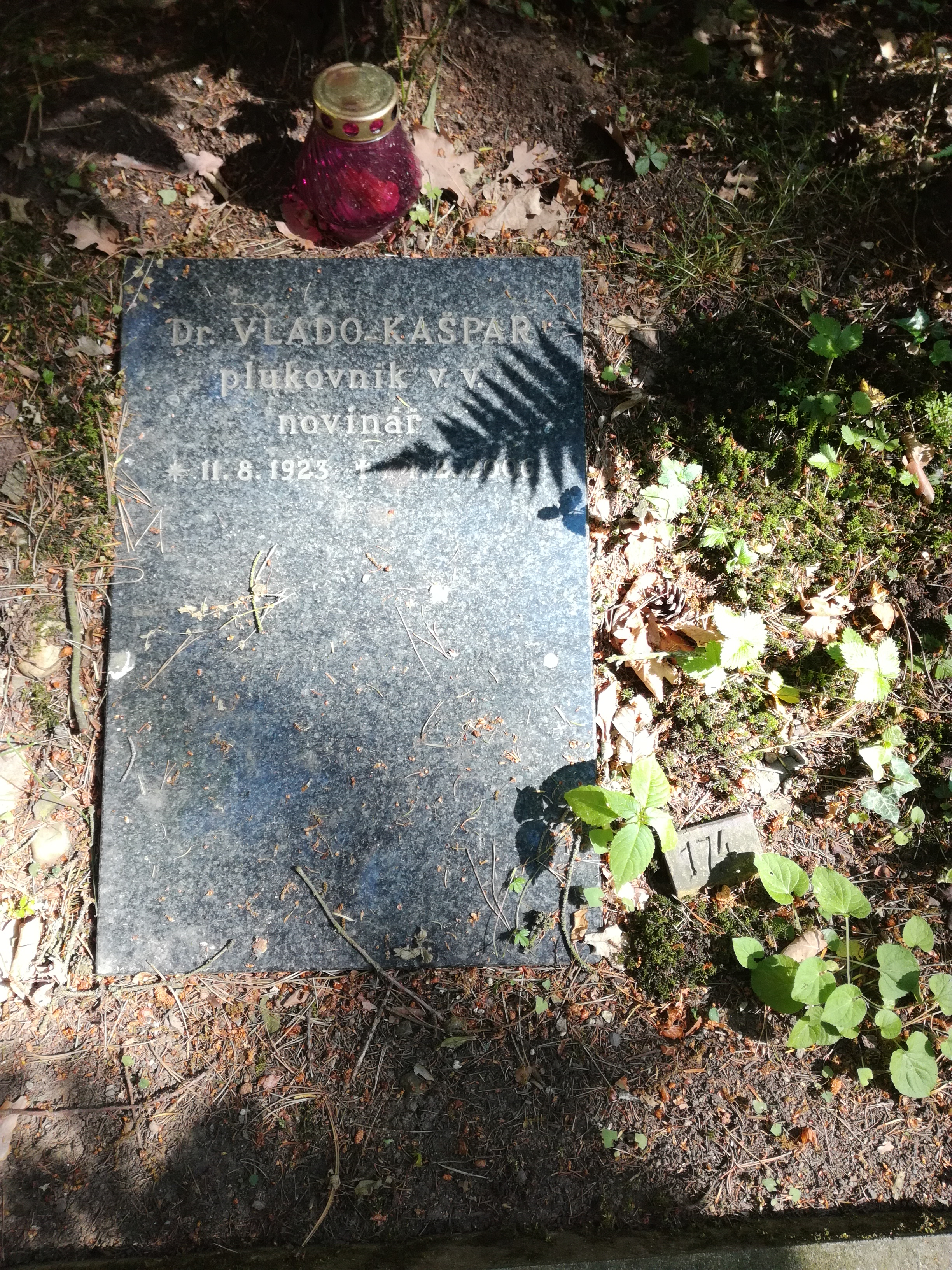
Hrob Vladimíra Kašpara na lesním hřbitově u krematoria Motol v Praze 5, www.vets.cz

Vladimír Kašpar, též Vlado Kašpar (11. srpna 1923 Nitra – 24. února 2006), byl československý odbojář, voják, novinář, politik slovenské národnosti Komunistické strany Slovenska, později působící za Komunistickou stranu Československa v českých zemích, poslanec České národní rady a poslanec Sněmovny národů Federálního shromáždění na počátku normalizace. Po roce 1969 profesně a politicky pronásledován. Po roce 1989 aktivní při základání profesních sdružení novinářů v České republice.

## Biografie
Za války se podílel na odboji. Byl mu udělen Československý válečný kříž 1939 a Řád Slovenského národního povstání. Původním povoláním byl novinář. Po válce nastoupil jako redaktor do armádního deníku Bojovník a do listu Obrana lidu. Od roku 1950 řídil úsek tisku a kultury Ministerstva národní obrany v Praze, později byl šéfredaktorem listu Československý voják. V letech 1949–1953 se uvádí jako účastník zasedání Ústředního výboru Komunistické strany Slovenska.
V lednu 1955 byl vyloučen z KSČ a degradován do hodnosti vojína. Pracoval potom jako dělník v národním podniku Stavosvit, dálkově tehdy vystudoval žurnalistiku na filologické fakultě Univerzity Karlovy. Později mu byl umožněn návrat do žurnalistické profese, v roce 1964 založil časopis Signál, který pak řídil pět let. V červnu 1968 se stal prvním předsedou Svazu českých novinářů. Tento post zastával do září 1969. K roku 1969 je uváděn jako předseda Svazu českých novinářů a předseda Ústředí novinářů ČSSR, bytem Praha. Zasedal v ČNR, působil v její státoprávní a kulturní komisi.
Po provedení federalizace Československa usedl do Sněmovny národů Federálního shromáždění. Do federálního parlamentu ho nominovala Česká národní rada. V parlamentu setrval jen do listopadu 1969, kdy rezignací na poslanecký mandát v ČNR přišel i o křeslo ve FS.
Po invazi vojsk Varšavské smlouvy do Československa ho Ústřední výbor Komunistické strany Československa zařadil na seznam „představitelů a exponentů pravice“ v armádě, bezpečnosti, soudech a prokuraturách. V té době je uváděn jako šéfredaktor časopisu Signál. Za normalizace musel opustit redakci Signálu a v dubnu 1970 byl už podruhé ve svém životě vyloučen z KSČ. Pracoval potom v Podniku technických a propagačních služeb průmyslu a v Technicko-ekonomickém ústavu těžkého strojírenství, kde setrval do ledna 1989, kdy odešel do penze. Po sametové revoluci patřil mezi zakladatele Syndikátu českých novinářů a Klubu novinářů Pražského jara 1968. Byl členem výborů obou těchto sdružení a členem řídícího výboru Mezinárodní federace novinářů.